# Ashburtonita
L'ashburtonita és un mineral de la classe dels silicats. Rep el seu nom de per Joel Denison Grice, Ernest Henry Nickel i Robert A. Gault per Ashburton (Austràlia), la localitat on va ser descoberta l'any 1991.

## Característiques
L'ashburtonita és un ciclosilicat de fórmula química Pb₄Cu₄(Si₄O₁₂)(HCO₃)₄(OH)₃Cl·H₂O. Cristal·litza en el sistema tetragonal formant cristalls prismàtics al llarg de l'eix [001] de fins a 0,4 mm. És de color blau, sent la seva ratlla de color blau clar. La seva duresa a l'escala de Mohs no ha pogut ser determinada. És una espècie estretament relacionada amb la cerchiaraïta i la bobmeyerita.
Segons la classificació de Nickel-Strunz, l'ashburtonita pertany a «09.CF: Ciclosilicats amb enllaços senzills de 4 [Si₄O₁₂]8-, amb anions complexos aïllats» juntament amb els següents minerals: kainosita-(Y), clinofosinaïta, fosinaïta-(Ce), strakhovita i cerchiaraïta-(Mn).

## Formació i jaciments
Es tracta d'un mineral secundari trobat en zona de cisalla en una sèrie de pissarres i grauvaques. Es tracta d'un producte d'alteració de la galena i la calcopirita. Els minerals secundaris dins de la cisalla consisteixen en carbonats, arsenats, i sulfats de plom i coure, i en molta menor mesura, de zinc i ferro. Sol trobar-se associada a altres minerals com: beudantita, brochantita, caledonita, cerussita, diaboleïta, duftita, malaquita, plattnerita, adamita, antlerita, bayldonita, bindheimita, carminita, chenevixita, clorargirita, crisocol·la, cinabri, hemimorfita, hidrozincita, jarosita, lavendulana, linarita, mimetita, olivenita, paratacamita i rosasita. La seva localitat tipus es troba a Ashburton, Ashburton Shire (Austràlia) També se n'ha trobat a Theba i Tonopah, totes dues localitats a Arizona (Estats Units).